# 瑞麟

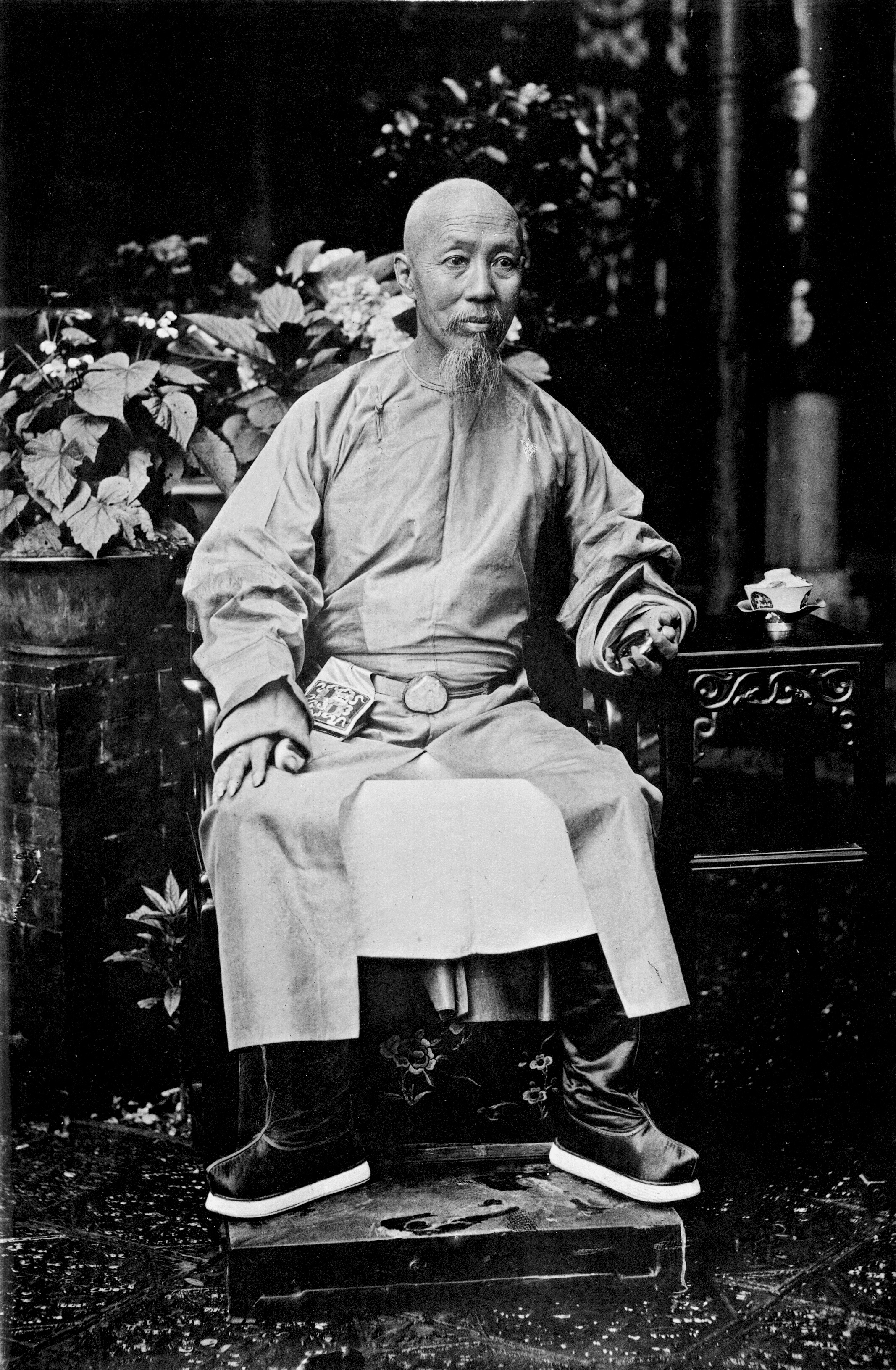
瑞麟

瑞麟（ずいりん、ルイリン、満洲語: ᡰᡠᡞᠯᡞᠨ　転写：žuilin、? - 1874年）は、清末の官僚。字は澄泉。満州正藍旗人で氏族はイェヘナラ氏（yehe nara hala、葉赫那拉氏）。
太常寺少卿、内閣学士、礼部侍郎を歴任し、咸豊3年（1853年）に戸部侍郎に異動して軍機大臣上行走を兼ねた。時に太平天国の北伐軍は静海県と独流鎮に拠って北京をうかがっていたが、瑞麟はホルチン郡王センゲリンチン（senggerincin、僧格林沁）に従って独流を攻め落とした。静海の太平天国軍は阜城を落とし、連鎮と山東省の高唐州に兵を分けたが、咸豊5年（1855年）に瑞麟は連鎮を陥落させ、指揮官の林鳳祥を捕えた。瑞麟はバトゥルの称号を与えられ、西安将軍となったが、就任しないうちに礼部尚書に任命され、鑲白旗蒙古都統を兼ねた。
アロー戦争中の咸豊8年（1858年）に大沽砲台の修築を命じられ、北京に戻ると戸部尚書・文淵閣大学士に任命された。咸豊10年（1860年）、勝保と共に通州の守りについていたが、イギリス・フランス軍に敗北して免職となった。その後北京条約が成立すると、センゲリンチンに従って山東省で捻軍と戦ったが鉅野の羊山集で敗北したため再び免職となった。
咸豊11年（1861年）、鑲黄旗漢軍都統に任ぜられ復帰、翌同治元年（1862年）に熱河都統に任命され荒野の開墾を進めた。同治2年（1863年）に広州将軍に任命され、同治4年（1865年）には両広総督代理を兼ねた。太平天国の康王汪海洋が福建省から広東省への侵入をうかがっていたが、これを撃退した上、閩浙総督左宗棠らと協力して汪海洋を包囲し、完全に攻め滅ぼした。
同治5年（1866年）、正式に両広総督となり匪賊の鎮圧と広東艦隊設立に手腕を発揮した。同治10年（1871年）、再び文淵閣大学士に任命された。死後、文荘の諡号を贈られた。